# Magnolia delavayi
Magnolia delavayi, la Magnolia de Delavay, es una especie de pequeño árbol perteneciente a la familia de las magnoliáceas. 

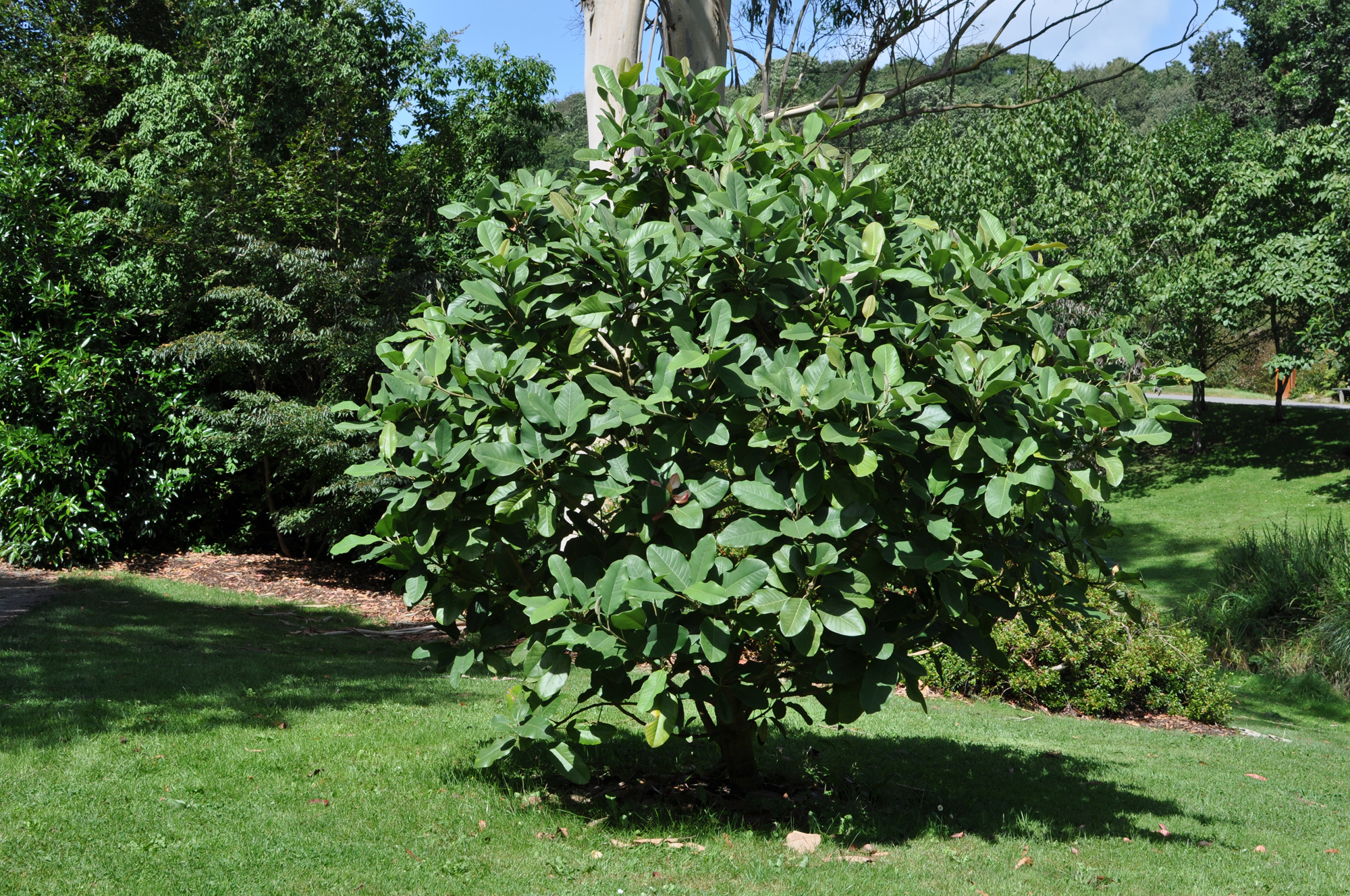
Vista de la planta

## Distribución
Es nativa del sur de China, se extienden por  Guizhou, Sichuan y Yunnan a 1,500-2,800 m s. n. m. de altitud.

## Descripción
Es un pequeño árbol perenne que alcanza los  8-15 m de altura con la corteza pálida a marrón-amarillenta. Las hojas son oblongas-ovadas de 10-20 cm (raramente alcanza los 32 cm) de longitud y los  5-10 cm (raro los 20 cm) de ancho, bastas y coriáceas con peciolo de 5-7 cm. Las flores son aromáticas de 15-25 cm de ancho con tépalos de color blanco-crema a rosa que aparecen desde julio hasta agosto.
Es el árbol de la ciudad de Chongqing. La planta se utiliza por su follaje. Una reciente selección ha obtenido cultivos con flores rojas.

## Taxonomía
Magnolia delavayi fue descrito por Adrien René Franchet y publicado en Plantae Delavayanae 1: 33, pl. 9–10. 1889.
Etimología
Magnolia: nombre genérico otorgado en honor de Pierre Magnol, botánico de Montpellier (Francia).
delavayi: epíteto otorgado en honor del botánico francés Pierre Jean Marie Delavay
Sinonimia
- Lirianthe delavayi (Franch.) N.H.Xia & C.Y.Wu, in Fl. China 7: 63 (2008).
- Magnolia carpunii Romanov & A.V.Bobrov (2003).[3][4]